# Genino Palace
Genino Tyrell Palace (Johannesburg, 19 dicembre 1998) è un calciatore sudafricano, centrocampista dello Stellenbosch.

## Carriera

### Club
Originario di Westbury, un sobborgo di Johannesburg, ha frequentato la Stars of Africa Academy, prima di trasferirsi in Portogallo alla Sacavenense e successivamente al Braga. Nel 2020 si è stato ingaggiato nelle giovanili dell'Académica, dov'è rimasto fino a gennaio 2022, quando dopo la scadenza del contratto, ha fatto ritorno nel suo paese natale al Maritzburg Utd.
Con il Maritzburg United ha debuttato in Premier Division 2022-23.

### Nazionale
Ha esordito con la nazionale sudafricana in occasione della finale terzo/quarto posto della Coppa COSAFA 2023 contro la nazionale malawiana.

## Palmarès

### Club

#### Competizioni nazionali
- Coppa di Lega sudafricana: 1

Stellenbosch: 2023